# كلينتون جونز
كلينتون جونز (بالإنجليزية: Clinton Jones)‏ هو لاعب كرة قدم أمريكية أمريكي، ولد في 24 مايو 1945 في كليفلاند في الولايات المتحدة.

## وصلات خارجية
- كلينتون جونز على موقع مرجع كرة القدم المحترفة.كوم (الإنجليزية)
- كلينتون جونز على موقع كلية كرة القدم في سبورتس رفرنس.كوم (الإنجليزية)